# Pre-Apocalypse Party Playlist
Pre-Apocalypse Party Playlist is het negende album van de Nederlandse zanger en multi-instrumentalist Jett Rebel en tevens zijn zevende studioalbum. Het album Pre-Apocalypse Party Playlist werd officieel op 20 augustus 2021 uitgebracht. Twee dagen voor de officieel lancering was er een pre-release, op 18 augustus 2021. Waar fans al een handmatige kopie konden vooruitbestellen en ontvangen. Er zijn van het album twee singles uitgebracht: Love Right Now  verscheen op 23 april 2021 en Behave zag het daglicht op 30 juli 2021. Op 13 augustus 2021 werd er nog een zogeheten "sneaky" track van het album uitgebracht Ppparty. Op 14 mei 2021 werd Love Right Now door  NPO Radio 2 uitgeroepen als TopSong. Een week daarvoor, op 7 mei 2021 werd de bijhorende videoclip gedropt. Single Behave werd op de dag van de release door  Radio 3FM uitgeroepen tot Megahit. Tevens werd er diezelfde dag de videoclip gelanceerd. Het album Pre-Apocalypse Party Playlist werd door Music Maker als een van de belangrijkste Nederlandse releases gezien van 2021.

## Album release
Op 20 augustus 2021 , bij het verschijnen van het nieuwe album Pre-Apocalypse Party Playlist,  gaf Rebel diezelfde avond een uitverkocht album release show voor 500 bezoekers. De show vond plaats in het Bostheater in Ommen. De show was ook online te volgen via een speciaal opgezette livestream.

## Studio-album/achtergrond
Jett Rebel staat erom bekend dat hij solistisch werkt. Voor deze plaat heeft hij wederom alles zelf ingespeeld, geschreven, geproduceerd. Het album werd voornamelijk opgenomen in Rebel's homestudio, Orch.Hit Studios (a division Of Gold Foil Studios). In tegenstelling tot zijn vorige albums, is dit weer de eerste plaat die Rebel digitaal opnam, sinds 2016. Daar waar zijn vorige albums analoog zijn opgenomen. Hij zegt hierover in een interview met Music Maker: Ik neem nu weer grotendeels met Pro Tools op, en dat is een bewuste keus. Het doet niet altijd wat je wilt, maar ik zou het voor geen goud anders willen. Als je met anderen en op afstand werkt, kan dat niet met tape. En de prijs van tape doorrekenen aan bands is niet leuk voor die bands, en ik ben zeker niet zo’n snob die beweert dat het beter klinkt. Tape was voor mij meer een manier van werken dan dat het om de sound ging. Met tape moest ik duidelijke keuzes maken. Van A naar B met volle takes, zonder te knippen, en inprikken kan ook al niet als je in je eentje werkt. Het gaf me een nieuwe, frisse manier van werken en die heb ik meegenomen naar digitaal. Het album werd in het voorjaar van 2020 afgemaakt en de release uitgesteld vanwege de pandemie die op dat moment uitbrak. Rebel was in maart 2020 halverwege de productie van de comebackplaat van het Amerikaanse duo Hall & Oates bezig, toen hij even terugvloog naar Nederland. Een geplande pauze om onder meer aan zijn eigen album verder te werken. Ik reed meteen door naar de supermarkt om voor weken eten in te slaan en hoorde op radio de eerste berichten over een mogelijke lockdown. Nog geen 24 uur later stonden er rijen voor diezelfde supermarkt. Zonder het weten was ik alle hamsteraars een dag voor geweest.  Met de wereldwijde pandemie die er overheen kwam werd de boodschap die Rebel wilde overbrengen alleen maar urgenter. Het album staat voor een oproep om bij elkaar te komen, te feesten, te genieten en de échte wereld een stukje mooier te maken met een knipoog op het naderende einde van de wereld, vooral als stok achter de deur, om nader tot elkaar te komen en minder afstandelijk te zijn naar elkaar.  Jezelf kunnen zijn, ongeacht wie je wilt zijn en van wie je ook wilt houden. Hierin laat Rebel de boodschap in zijn muziek weer terughoren zoals op zijn voorgaande albums en snijdt onderwerpen aan die aandacht vragen zoals, humaniteit, gelijkheid, antiracisme, gender equality en verdraagzaamheid. Dit is de plaat die je draait op het feestje de avond voordat de wereld vergaat. En op dat feest zijn alle meningen vertegenwoordigd. Dus de mensen die zeggen: laten we nu maar gewoon feesten. Maar ook de mensen die proberen er nog iets aan te doen. Iedereen lacht, iedereen voelt zich goed en danst, maar er wordt stiekem ook een klepje in hun hoofd opengezet, waardoor ze denken: ja, inderdaad: we do need a little bit of love right now. 

## Instrumenten
Jett Rebel heeft voor dit album veelal SG’s en Strat gitaren gebruikt, en zijn lievelingsgitaar: een Gibson ES-330 die Karen heet (vernoemd naar Karen Carpenter). Soms hoor je een Les Paul op het album voorbij komen. Rebel gebruikte een Rickenbacker bas. Een zwarte Precision waar Henny Vrienten veel op gespeeld heeft. Ook wordt op dit album gebruik gemaakt van de  bas van Daryl Hall, die het duo zelf ook  veel op hun platen hebben staan. Rebel heeft daarnaast, wat belangrijk is voor het album een Minimoog, een Rhodes, een Clavinet, een Wurlitzer, een CP-70 en een upright piano gebruikt. Wat betreft synthesizers  hoor je op het album  vooral goedkope keyboarden die volgens Rebel niemand wil. Rebel geeft aan dat hij een muur vol heeft van goedkope sounds. Dit was deze keer een bewuste keuze om voor de goedkope keyboards te gaan. De drumkit is een samenstelling van twee sets: Sonor en Premier. Op het album is vrijwel alles ingezongen door een AEA KU5A mic. Tevens heeft Rebel ook een aantal tracks opgenomen in de studio van Hall & Oates  in New York. Rebel ontdekte daar per ongeluk het ‘iconische instrument’, de drumcomputer Roland CR-78 . Als liefhebber van eightiespop, heeft hij een aantal tracks op het album ingevuld met de Roland CR-78.  Ik vroeg: ‘Daryl, als jij straks weg gaat, mag ik dan voor mezelf wat inspelen?’ Nu heb ik op mijn eigen album een paar instrumenten die pophistorie to the max ademen, de drumcomputer die is gebruikt op I Can’t Go for That bijvoorbeeld verteld Rebel aan NPO Radio 2, muziekcafe. Liedjes waar je de drumcomputer o.a. terug kan horen zijn Baby i,m In Love, Going On A Ride Tonite.

## Afspeellijst
Alle liedjes zijn geschreven, ingespeeld en gezongen door Jett Rebel
1. "Love Right Now" - 3:53
2. "Behave" - 3:24
3. "Emma" -3:48
4. "Baby i'm In Love" - 3:09
5. "Cold Cold Heart" - 4:05
6. "Ppparty"- 4:21
7. "Kiss That Girl Again" - 3:44
8. "Going For A Ride Tonite " - 3:49
9. 'To The Moon" - 5:47

Totale duur van het album: 36 minuten 

## Productie/ artwork
Het album is geschreven, gecomponeerd, gearrangeerd en ingespeeld door Jett Rebel. Het mixen is gedaan door Jett Rebel en Felix Tournier. De audio- engineering werd verzorgd door Jett Rebel. Het album is geproduceerd door Jett Rebel. De mastering werd gedaan door Jules Fransen.
Het album is uitgebracht op compact disc en op langspeelplaat. De eerste 50 fans kregen een cassettebandje  bij het speciaal witte geperste vinyl. Het vinyl werd geperst door Warner Music Benelux.
Het artwork is van Kay Nambiar
Pre-Apocalypse Party Playlist is uitgebracht door JJ Music V.o.F. Het werd exclusief in licentie gegeven aan Warner Music Benulux , een Warner Music Group Company.

## Receptie
In OOR magazine schreef popjournalist Jan van der Plas over het album: Productionele foefjes waarmee Jett Rebel zich onderscheidt als een fantastische producer, van het niveau Todd Rundgren en Roy Thomas Baker in de jaren zeventig. Zo goed? Inderdaad, zo goed.
De Volkskrant gaf het album vijf sterren, Pablo Cabenda schreef: Jett Rebel glijdt op PAPP achteloos over de toppen van dertig jaar popmuziek. Zijn songs zitten barstensvol minutieus gevijlde details en klinken als classics die je ouder inschat dan de artiest zelf. Jett Rebel belichaamt de paradox van de briljante musicus die eerder navolger is dan pionier. Een poppolyglot die zich het idioom van muziekgenres tussen de jaren zestig en negentig heeft eigengemaakt. 
Belgische muzieksite 'Dansende Beren' , pop journalist Rob De Bruijn gaf drie sterren en schrijft over Pre-Apocalypse Party Playlist : Het album begint sterk met "Love Right Now" en "Behave", nummers die het live zeker goed zullen doen. Ze zijn dansbaar en in Jett Rebel-termen zelfs behoorlijk ingetogen. Geen wonder dat het ook de eerste singles waren. Op "Emma" lijkt het dezelfde kant op te gaan, maar dan vanuit het niets neemt het liedje een onverwachte afslag, weg van de gebaande paden. We horen vrolijk ge-nanana, een Beach Boys-achtige harmonie en zang door de vocoder, wat heerlijk retro klinkt! Op "Baby I’m in Love" trapt hij het gaspedaal weer behoorlijk in, alsof hij de laatste trein nog moet halen. Het beste heeft hij bewaard voor het laatst. "Kiss That Girl Again" is een muzikale ode aan de Beach Boys. In de ruim drie minuten die het nummer duurt, ga je met een rotvaart door de muzikale geschiedenis van die band, om ons vervolgens op een ritje naar de maan en terug mee te nemen.